# 乡城竹叶青蛇
乡城竹叶青蛇（学名：Trimeresurus xiangchengensis）为蝰科竹叶青蛇属的爬行动物，俗名乡城烙铁头，是中国的特有物种。分布于云南、四川等地，主要栖息于海拔3000米左右的横断山区以及发现于草坡、树下阴湿处、灌溉渠边阴湿处、住宅附近乱石堆中等处。其生存的海拔范围为2750至3200米。该物种的模式产地在四川乡城。其种加词“xiangchengensis”意为“四川省乡城县的”。

## 保护
本种于2023年被收录入《有重要生态、科学、社会价值的陆生野生动物名录》。